# Goudtoekan
De goudtoekan (Pteroglossus bailloni) is een vogel uit de familie Ramphastidae (toekans). Deze vogel is genoemd naar de Franse natuuronderzoeker Louis Antoine François Baillon (1778-1851). 

## Verspreiding en leefgebied
Deze soort komt voor in zuidoostelijk Brazilië, oostelijk Paraguay en noordoostelijk Argentinië. 

## Status
De grootte van de populatie is niet gekwantificeerd maar de soort wordt omschreven als vrij algemeen. Wel gaat het aantal vrij snel achteruit door verlies aan geschikt habitat, jacht en vangst voor de handel als kooivogel. Daarom heeft deze soort op de Rode lijst van de IUCN de status gevoelig.